# Cabo Cod

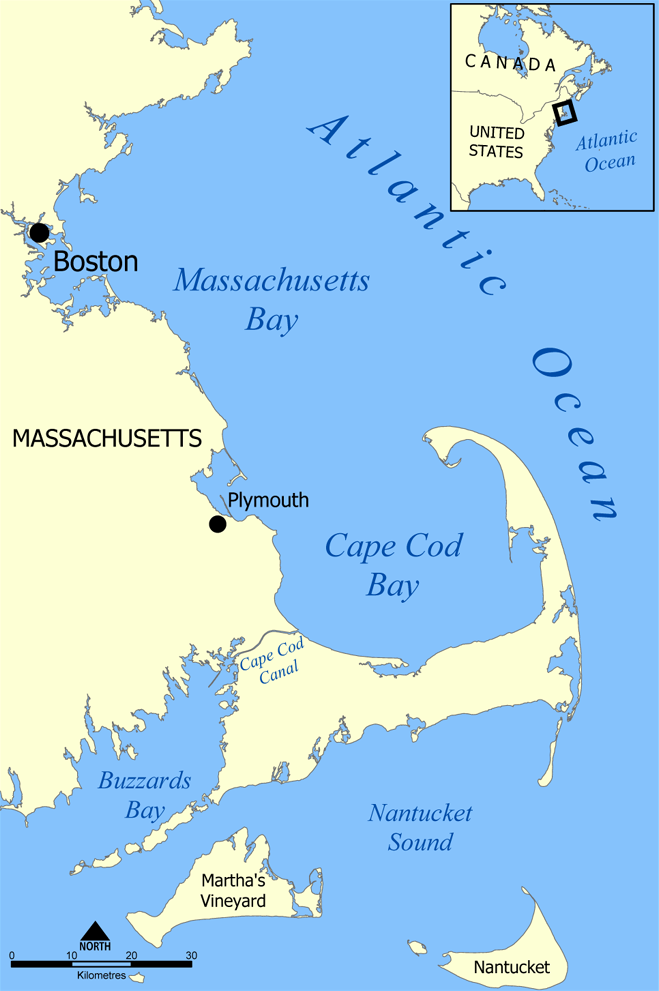
Baía de Cape Cod

Cabo Cod (em inglês: Cape Cod ou The Cape) é uma península arenosa de origem glacial que engloba a maior parte do condado de Barnstable, sudeste de Massachusetts, Estados Unidos. Estende-se por 105 quilômetros no Oceano Atlântico, tem uma largura entre 1,6 e 32 quilômetros e é delimitada pela Baía do Cabo Cod (norte e oeste), Baía Buzzards (oeste) e os estreitos de Vinhedo e Nantucket (sul). As Ilhas Isabel estão a sudoeste, e as ilhas Vinhedo e Nantucket de Marta ficam ao sul. O Canal de Cape Cod, com 28 quilômetros de extensão, corta a base da península, separando-a do continente e encurta a distância de transporte de carga entre a cidade de Nova Iorque e Boston em mais de 120 quilômetros.